# Sun Valley (Pensilvania)
Sun Valley es un lugar designado por el censo ubicado en el condado de Monroe en el estado estadounidense de Pensilvania. En el Censo de 2010 tenía una población de 2399 habitantes y una densidad poblacional de 321,06 personas por km².

## Geografía
Sun Valley se encuentra ubicado en las coordenadas 40°58′49″N 75°27′59″O / 40.98028, -75.46639. Según la Oficina del Censo de los Estados Unidos, Sun Valley tiene una superficie total de 7.47 km², de la cual 7.44 km² corresponden a tierra firme y (0.45%) 0.03 km² es agua.

## Demografía
Según el censo de 2010, había 2399 personas residiendo en Sun Valley. La densidad de población era de 321,06 hab./km². De los 2399 habitantes, Sun Valley estaba compuesto por el 84.74% blancos, el 8.21% eran afroamericanos, el 0.21% eran amerindios, el 0.5% eran asiáticos, el 0.04% eran isleños del Pacífico, el 3.38% eran de otras razas y el 2.92% pertenecían a dos o más razas. Del total de la población el 10.67% eran hispanos o latinos de cualquier raza.